# Macrobrochis huma
Macrobrochis huma är en fjärilsart som beskrevs av Jean Baptiste Boisduval. Macrobrochis huma ingår i släktet Macrobrochis och familjen björnspinnare. Inga underarter finns listade i Catalogue of Life.